# Университет Эрлангена — Нюрнберга
Университет Эрлангена — Нюрнберга (или Эрлангенский университет, Университет имени Фридриха — Александра в Эрлангене и Нюрнберге, нем. Friedrich-Alexander-Universität Erlangen-Nürnberg) — университет в Германии. 

## История
Университет Эрлангена — Нюрнберга был основан герцогом Фридрихом Бранденбург-Байрейтским в 1742 году в Байройте, а в 1743 году переведен в Эрланген. Средства университета, первоначально очень ограниченные, постепенно расширялись; много для университета было сделано маркграфом Александром; университет, вследствие этого, носит имя Фридрих — Александровского. С 1889 года университет помещается во вновь сооруженном для него здании. В бывшем маркграфском дворце находится университетская библиотека (180 тыс. томов, 1700 рукописей, коллекция рисунков голландских и немецких великих мастеров — Дюрера и др.). В особых зданиях помещаются анатомический, зоолого-зоотомический, физический и фармакологический институты и химическая лаборатория. Другие вспомогательные учреждения университета: госпиталь, хирургическая, офтальмологическая и акушерская клиники, патологоанатомический и физиологический институты, минералогический кабинет, ботанический сад. В 1901 году в университете было студентов — 977, слушателей — 17, учащих было — 60. Перед университетом памятник основателю университета маркграфу Фридриху.
В настоящее время в университете обучается более 40 000 студентов.

## Известные выпускники
- Бухнер, Эдуард — химик, нобелевский лауреат 1907 года;
- Гейгер, Ханс — физик;
- Либих, Юстус — химик;
- Нётер, Эмми — математик;
- Ом, Георг — физик;
- Пухта, Георг Фридрих — юрист;
- Райхенбах, Ханс — философ;
- Фейербах, Людвиг — философ;
- Эрхард, Людвиг — канцлер ФРГ в 1963—1966;
- Хебель, Иоганн Петер — писатель и педагог

## Известные преподаватели
- Алоис фон Бринц (1820—1887) — немецкий правовед и политический деятель.
- Аммон, Кристоф Фридрих фон — выпускник этого вуза, вёл кафедру философии, затем богословия.
- Аммон, Вильгельм Фридрих Филипп фон — сын Кристофа Фридриха, также как отец, местный выпускник и также преподавал на кафедре теологии.
- Гейфельдер, Иоганн Фердинанд (1798—1869) — доктор медицины и хирургии, одновременно с преподаванием был заведующим всех университетских клиник.
- Иоанн Христиан Конрад фон Гофман (1810—1877) — немецкий лютеранский богослов, профессор теологии.
- Йозеф Копп (1788—1842)  — немецкий филолог-антиковед.
- Карл Шрёдер (1838—1887) — немецкий гинеколог, акушер, доктор медицины и хирургии.
- Карл Теодор фон Эгеберг (1855–1941) – немецкий экономист.

## Известные люди, связанные с университетом
- Ауфзес, Ганс Филипп фон — основатель Германского национального музея в Нюрнберге.
- Бюшинг, Иоганн Густав —  археолог, германист.
- Закс, Клаус Юрген — музыковед
- Иоганн Шребер — натуралист, управляющий ботанического сада г. Эрланген в конце XVIII в..
- Клаус, Георг
- Кёлер, Август
- Рафалл, Моррис Яков  — раввин и писатель.
- Эспер, Евгений Иоганн Кристоф  — В 1782 году был назначен экстраординарным и в 1799 году — ординарным профессором естествознания